# Kis-Tarac
A Kis-Tarac (más néven Mokra, Mokranka-patak, Mokranka, Mokrjanka, ukránul: Мокрянка [Mokrjanka]) folyó Kárpátalján, a Tarac jobb oldali forrásága. Hossza 32 km, vízgyűjtő területe 231 km². Esése 19 ‰.
A Máramarosi-Verhovinán, a Popágya délnyugati lejtőjén ered. Dél-délnyugati, majd délkeleti irányban folyik. Királymezőn torkollik a Taracba. Felső folyásán szurdokvölgyben, lejjebb V alakú völgyben folyik, melynek szélessége 30–300 m. Ártere többnyire 30–80 m, Oroszmokra közelében 200 m széles, helyenként mocsaras. A folyó kanyargós, szélessége 10–20 m, egyes szakaszokon akár 35 m. Zúgós, Németmokra alatt két vízeséssel; szigetei is vannak.

## Települések a folyó mentén
- Németmokra (Німецька Мокра)
- Oroszmokra (Руська Мокра)
- Királymező (Усть-Чорна)

## Mellékvizek
Jelentősebb mellékvizei (zárójelben a torkolattól mért távolság):
- Klimovec (jobb part)
- Janovec (bal part, 4,6 km)